# Ансерме, Эрнест
Эрне́ст Ансерме́ (фр. Ernest Ansermet; 11 ноября 1883, Веве — 20 февраля 1969, Женева) — швейцарский дирижёр.

## Биография

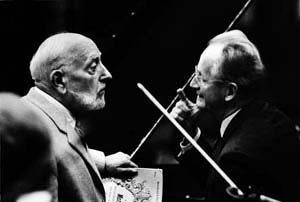
Эрнест Ансерме и Вильгельм Кемпф (1965)

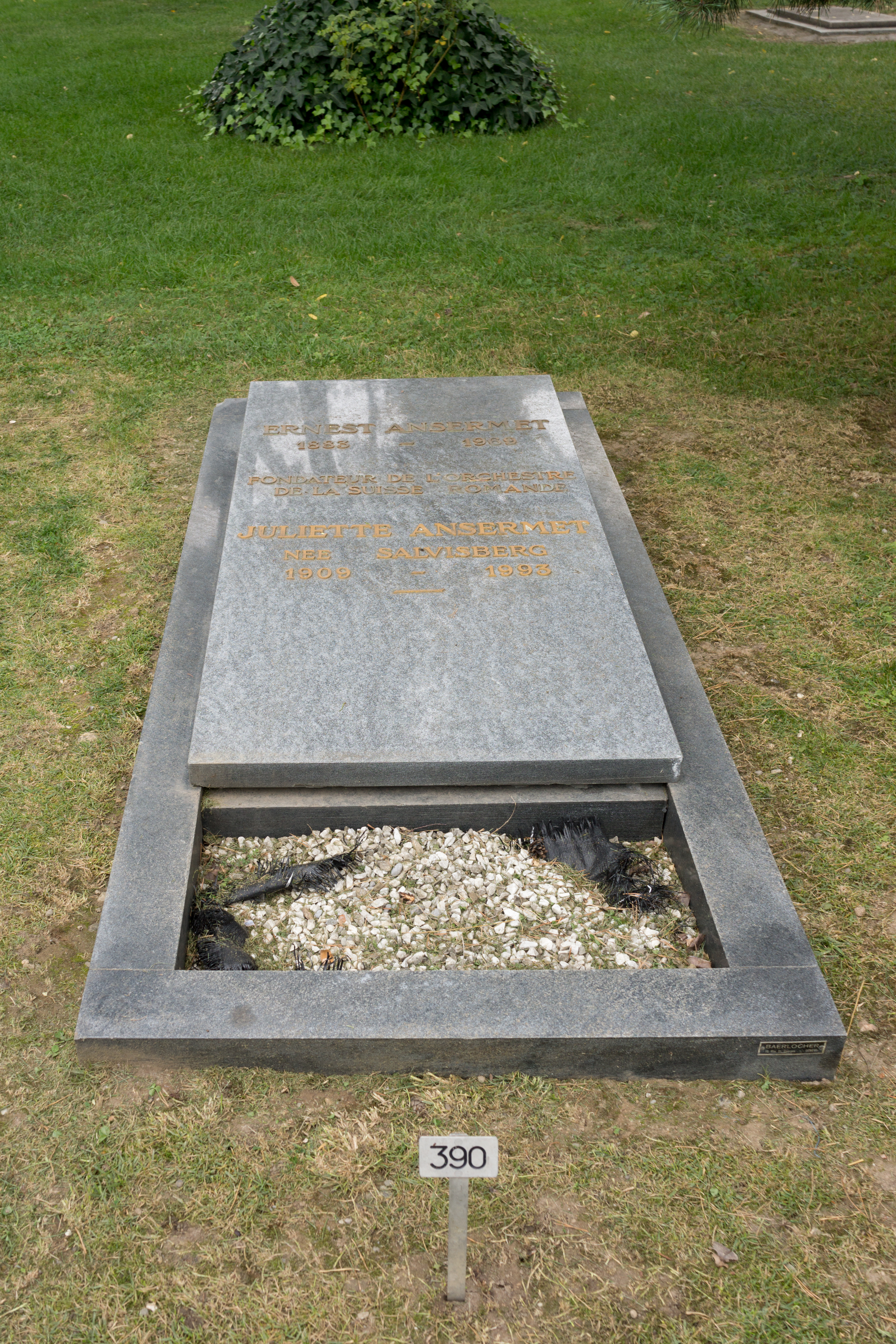
Могила Эрнеста Ансерме на Кладбище Королей в Женеве

Родился в семье математика и поначалу выбрал себе такую же профессию, в 1903 году окончив университет в Лозанне. В 1905—1909 Ансерме занимал должность профессора математики в том же университете, однако заинтересовался музыкой и начал брать частные уроки композиции у Эрнеста Блоха, а также наблюдать за работой дирижёров. Проведя год в Берлине, где ему помогали совершенствоваться Артур Никиш и Феликс Вайнгартнер, Ансерме впервые встал за дирижёрский пульт в 1910 году, проведя концерты в Лозанне. В последующие годы он руководил филармоническими концертами в городе Монтрё, а в 1915 возглавил Женевский симфонический оркестр.
В 1910-е годы сформировались творческие контакты Ансерме с известными композиторами — Клодом Дебюсси, Морисом Равелем, Игорем Стравинским (жившим в то время в Швейцарии). Именно по рекомендации Стравинского в 1915 году Ансерме получил место главного дирижёра Русского балета Дягилева, с которым выступал во многих странах мира. В 1916 году, находясь в Нью-Йорке, Ансерме сделал свои первые аудиозаписи в качестве дирижёра. Под его управлением состоялись премьеры балетов Эрика Сати «Парад», Мануэля де Фальи «Треуголка», Сергея Прокофьева «Сказ про шута, семерых шутов перешутившего», а также сочинений Игоря Стравинского — «История солдата», «Пульчинелла», «Сказ про лису, петуха и барана» и др.
В 1918 году Ансерме основал в Женеве Оркестр Романской Швейцарии и руководил им до 1968 года. Звучание этого коллектива отличали чистота тембра, прозрачность оркестровой фактуры и высокая техника исполнения. Под управлением Ансерме звучали в основном сочинения композиторов эпохи классицизма и романтизма, но также и работы его современников, в частности, композиторов французской школы: Дебюсси, Равеля, Русселя, Онеггера, Мартена. Ансерме стал первым дирижёром оперы Бриттена «Поругание Лукреции» в 1946 году, также давал премьеры произведений Копленда, Лютославского, Мартину, Уолтона и других композиторов.
Несмотря на многочисленные предложения дирижёрских должностей в различных коллективах, Ансерме в течение пятидесяти лет оставался с созданным им оркестром (что не мешало ему, тем не менее, гастролировать в качестве приглашённого дирижёра). Многочисленные записи этого коллектива обогатили мировой музыкальный репертуар и сейчас доступны на компакт-дисках.
Ансерме написал несколько музыкальных сочинений, в том числе оркестровую пьесу «Весенние листья». В 1961 году опубликовал философско-эстетический трактат «Основы музыки в человеческом сознании», в котором (среди прочего) осудил серийную технику авангардистов и выступил в защиту тональности классико-романтического типа. Также автор ряда музыкально-критических статей и мемуаров.
Похоронен на женевском кладбище Королей.

## Литературные сочинения
- Les Fondements de la musique dans la conscience humaine. Neuchâtel: La Baconnière, 1961.
- (в соавторстве с J.-C. Piguet) Entretiens sur la musique. Neuchâtel: La Baconnière, 1963; в рус. переводе: Беседы о музыке. 2-е изд. Л., 1985.
- Écrits sur la musique, éd. J.-C. Piguet. Neuchâtel: La Baconnière, 1971; в рус. переводе (выборка): Статьи о музыке и воспоминания. М.: Советский композитор, 1986.